# Незгодни сведоци (стрип)
Незгодни сведоци је 2. епизода стрип серијала Кобра. Објављена је у магазину Ју стрип, бр. 164/1, који је тада још увек излазио као посебно издање ЕКС алманаха у издању Дечјих новина. Цена свеске износила је 10 динара. Свеска је објављена 01.05.1978. год.
Сценарио је написао Светозар Обрадовић, а епизоду нацртао Бранислав Керац. Епизода је имала 18 страна.

## Кратак садржај
Након завршетка снимања акционе сцене, режисера Курт Крона убија снајпер са суседне зграде. Кобра креће да сустигне атентатора, али атентатора удара аутомобил и он гине. Кобра у џепу налази пасош под именом Џон Ешли и број телефона ноћног клуба. Полиција обуставља истрагу, а Кобра и Патрик (колега глумац) желе да пронађу Ешлијевог налогодавца. Одлазе у ноћни клуб и тамо проналазе г. Шварца, који је унајмио Ешлија. Шварц је, међутим, само власник агенције за убиства. Прави наручилац је бивши СС-мајор и заповедник једног концентрационог логора за време рата, кога су препознали бивши логораши. Кобра и Патрик крећу да расчитсе ствар до краја.

## Борба против нациста као мотив
Борба против немачких нациста је честа мотивација у серијалу Кобра. Осим ове епизоде, нацисти се појављују у епизоди Острво и Папан. Главни негативац Чип из епизоде Анђео пакла на глави носи нацистичку официрску капу са орлом и мртвачком главом.